# Jacques Gabriel Huntzinger
Jacques Gabriel Huntzinger (* 8. Januar 1943) ist ein ehemaliger französischer Diplomat.

## Leben
Jacques Gabriel Huntzinger wurde mit der Arbeit L'emploi de l'arme atomique et le Droit international public zum Doktor des Staatsrechts promoviert.
Von 1981 bis 1985 war Jacques Gabriel Huntzinger Internationaler Sekretär der Parti socialiste.
Von 9. Oktober 1991 bis 9. Mai 1994 war er Botschafter in Tallinn. Von 26. Juni 1999 bis 28. Dezember 1999 war er Botschafter in Skopje. Von 28. Dezember 1999 bis 10. September 2003 war er Botschafter in Tel Aviv.
Seit 2008 ist er Generalsekretär des Ateliers Culturels Méditerranéens.

## Auszeichnungen
- Chevalier (1997) und Offizier (2017) der Ehrenlegion[1]

| Vorgänger                         | Amt                                                                    | Nachfolger           |
| --------------------------------- | ---------------------------------------------------------------------- | -------------------- |
| —                                 | Französischer Botschafter in Estland 1991–1994                         | Jacques Faure        |
| Patrick Chrismant                 | Französischer Botschafter in Mazedonien 26. Juni bis 28. Dezember 1999 | Jean-François Terral |
| Jean-Noël de Bouillane de Lacoste | Französischer Botschafter in Israel 1999–2003                          | Gérard Araud         |